# II Stadsdel
II stadsdel eller Vårdberget (finska: II kaupunginosa eller Vartiovuori) är en av de numrerade stadsdelarna i Åbo centrum i Finland. Stadsdelen ligger på östra sidan av Aura å, mellan Nylandsgatan och Kaskisgatan. I sydost gränsar den till Kommunalsjukhusvägen. Stadsdelen utgör en del av Åbos historiska centrum och rymmer många historiska och kulturella sevärdheter, såsom Hantverksmuseet på Klosterbacken, museerna Aboa Vetus & Ars Nova samt Gamla Stortorget. Även Vårdbergets parkområde ligger i stadsdelen.

## Historia
Åbos II stadsdel var stadens administrativa centrum frun 1200-talet fram till 1800-talet. Förutom viktiga vattenleden Aura å möttes även Tavastländska Oxvägen och Stora strandvägen, som gick till Viborg, i II stadsdel. Vid grundandet av rutnätsområdet i Åbo gavs II stadsdel namnet Vårdberget. De stadsdelar som markerats med romerska siffror används dock inte officiellt med dessa skrivna namn, även om namnen aldrig formellt har upphävts.

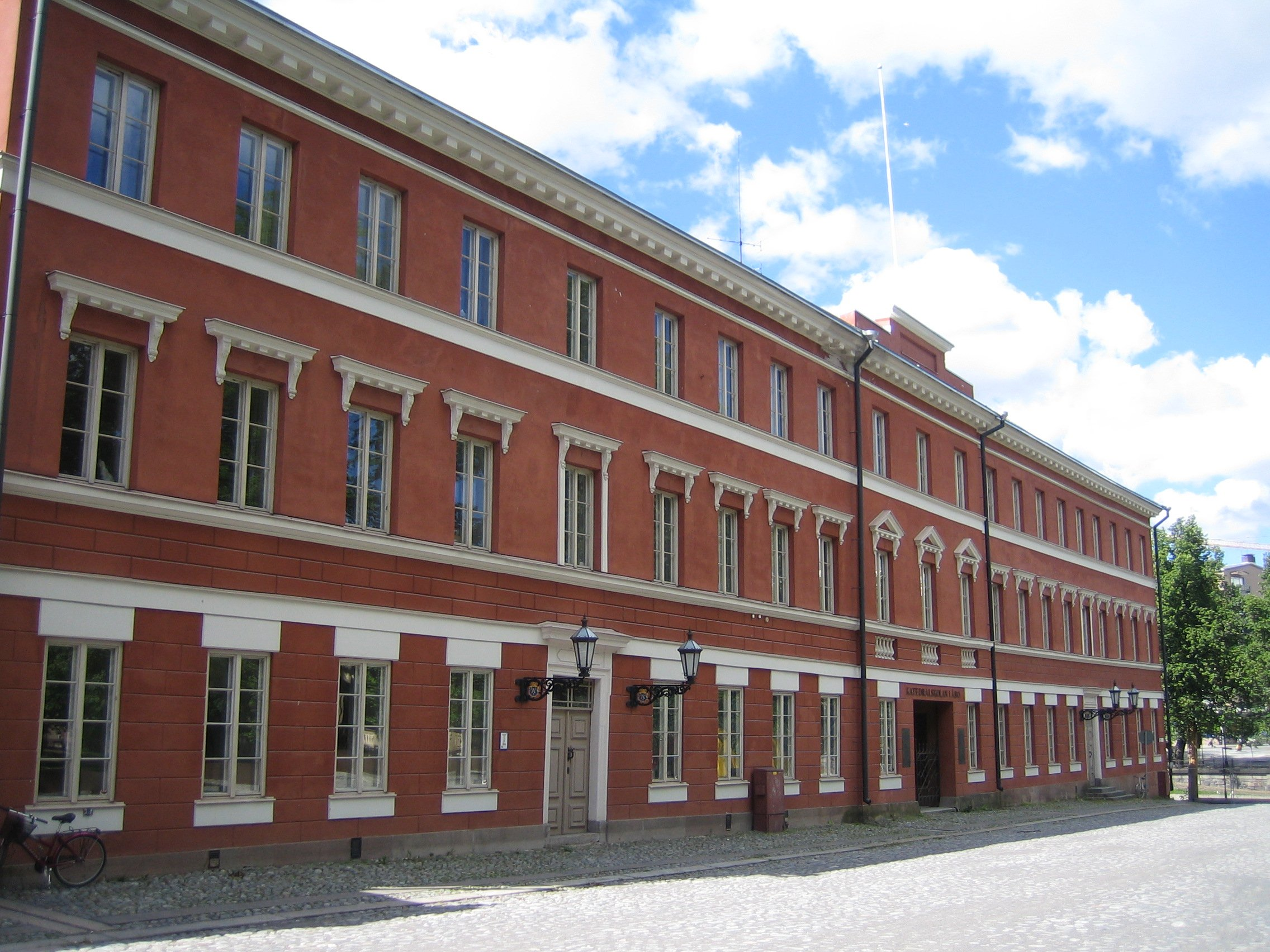
Katedralskolan i Åbo
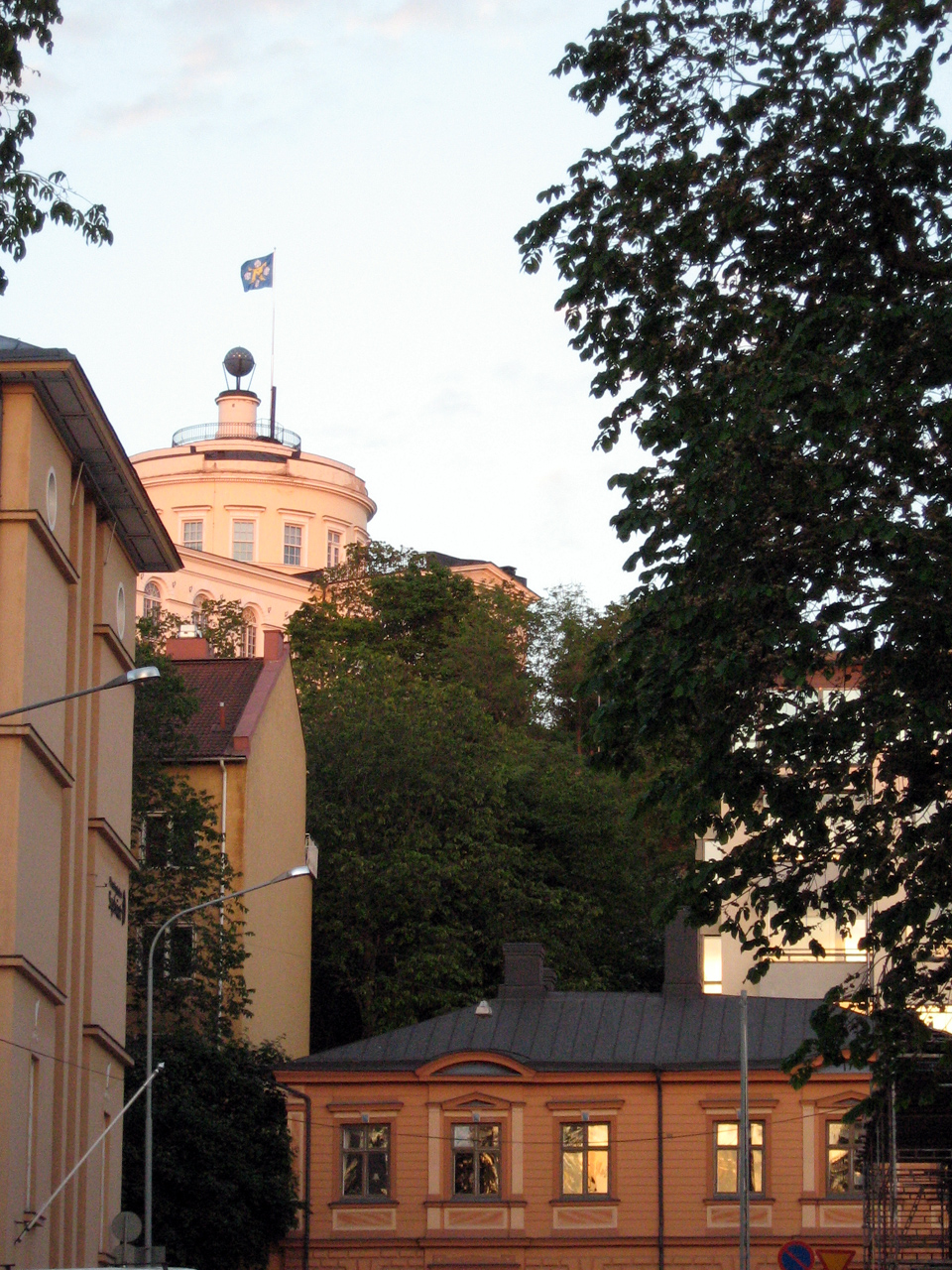
Observatoriet på Vårdberget
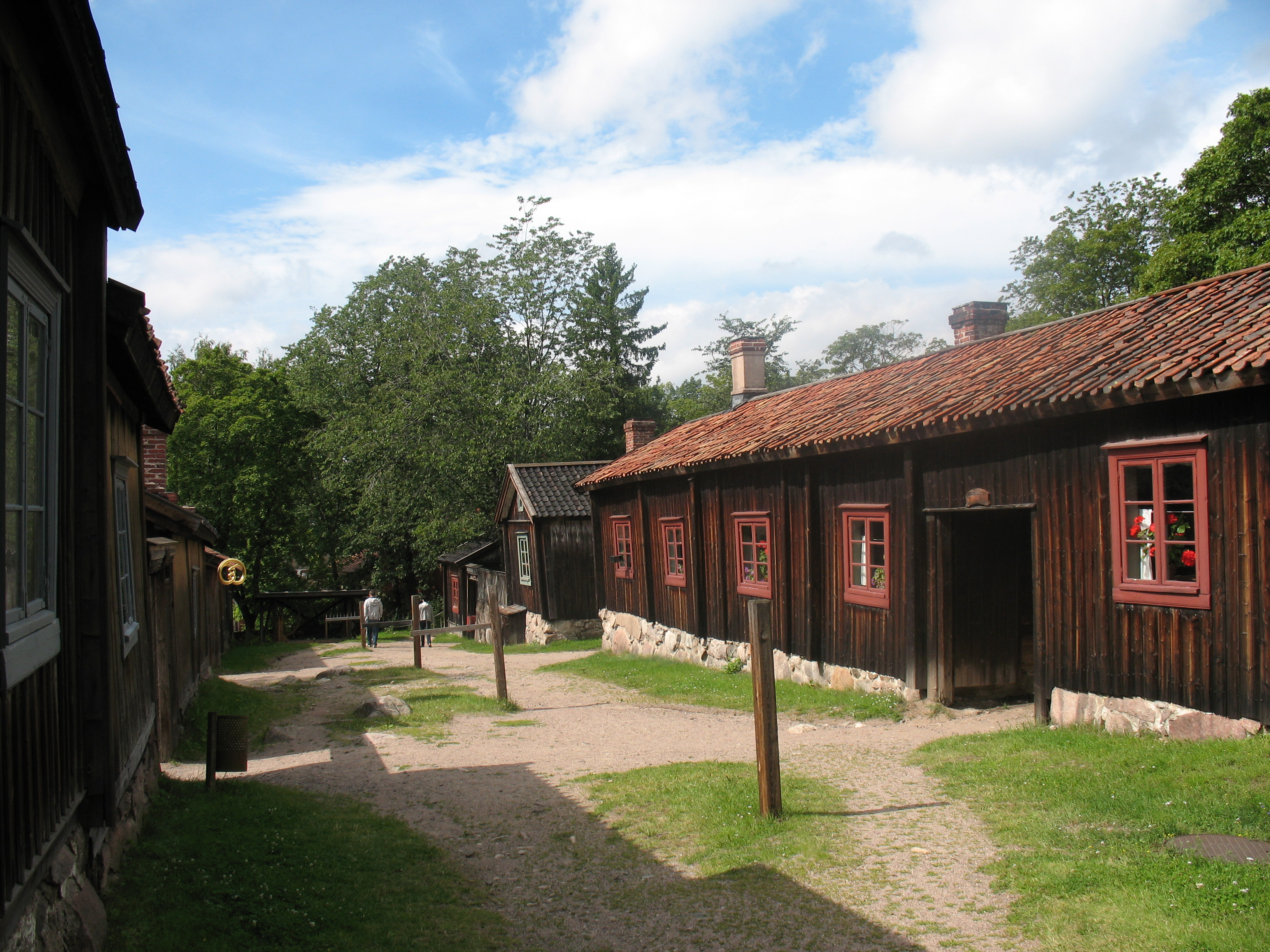
Klosterbackens hantverksmuseum
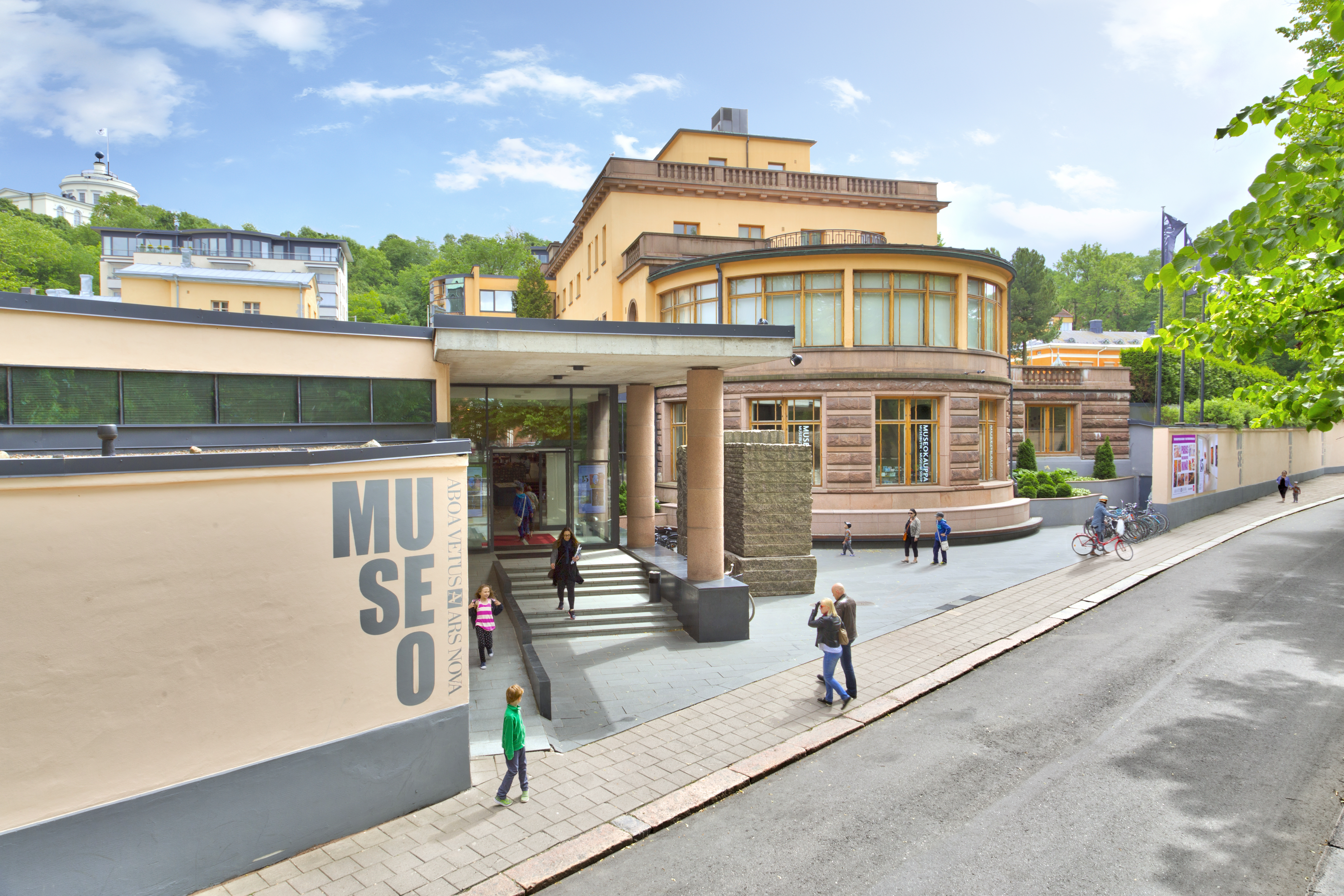
Aboa Vetus & Ars Nova

## Befolkning
Stadsdelens invånarantal var 3 157 vid slutet av 2016. Av befolkningen i stadsdelen var 7,4 % under 15 år, 69,8 % i åldern 15–64 år och 22,8 % över 64 år. Som modersmål talade 80,1 % av invånarna finska, 16,1 % svenska och 3,9 % andra språk. II stadsdel har fler finlandssvenskar än någon annan stadsdel i Åbo. I II stadsdel finns stadens enda svenskspråkiga gymnasium, Katedralskolan i Åbo.